# Klajdi Broshka
Klajdi Broshka (sinh 18 tháng 11 năm 1993 ở Elbasan) là một cầu thủ bóng đá Albania hiện tại thi đấu cho Apolonia Fier ở Kategoria Superiore.<ref>